# Знамение (икона)
Ико́на Зна́мение Пресвято́й Богоро́дицы (Богоматерь Знамение) — православная икона с изображением, принадлежащим к иконописному типу Оранта. Одна из наиболее почитаемых в русском православии икон. Празднование в честь иконы совершается 27 ноября (10 декабря).

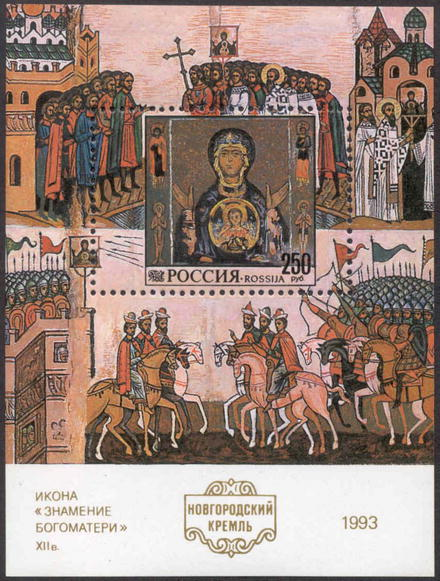
Почтовая марка России

## Описание
На иконе изображён образ Богородицы с молитвенно поднятыми руками (Оранта) и образом Божественного младенца на груди.
Икона, находящаяся в Софийском соборе Великого Новгорода, имеет размеры 59 × 52,7 см. Образ является двухсторонним. На обороте, возможно, изображены праведные Иоаким и Анна, стоящие в молении перед Иисусом Христом. Согласно поздним записям на иконе ― это апостол Пётр и мученица Наталия. Икона имеет древко, то есть представляет собой выносную икону. Датируется второй четвертью XII века. На полях иконы изображены ростовые фигуры святых Георгия Победоносца, Иакова Персянина, Петра Афонского и Онуфрия Великого (или Макария Египетского).
В XVI веке живопись иконы была поновлена (возможным мастером называют архиепископа Макария, будущего митрополита Московского). От первоначальной древней живописи сохранились только фрагменты мафория и платья Богородицы и медальона вокруг образа младенца Иисуса. Изображение на обороте иконы полностью сохранилось в древней живописи.

## История
Сообщения о чудесах, приписываемых иконе Знамения Пресвятой Богородицы, относятся к 25 февраля 1170 года, когда войска князя Андрея Боголюбского и его союзников, желавших наказать новгородцев за незаконную дань с княжеской Двинской земли, осадили Великий Новгород. Силы были неравны, и новгородцы начали молиться Господу о чуде. По преданию, на третью ночь осады архиепископ Новгородский Иоанн услышал глас, повелевший ему вынести икону Пресвятой Богородицы из церкви Спаса Преображения на Ильине улице и поместить её на крепостную стену.

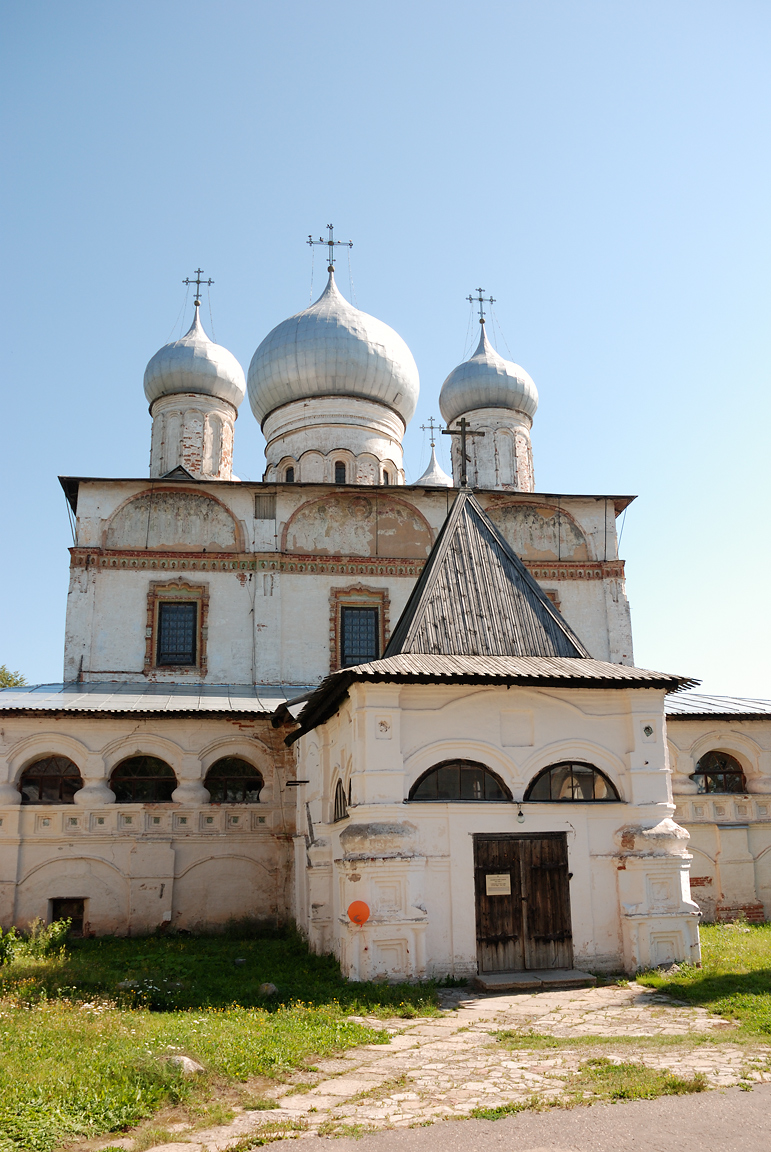
Знаменский собор в Новгороде был построен в 1682—1688 годах для размещения иконы

Во время крестного хода осаждавшие выпустили множество стрел, и одна из них поразила лик Богородицы. Из глаз Богородицы полились слёзы, и она обратила Свой лик к новгородскому народу. В это время враги были объяты неизъяснимым ужасом, побросали оружие и, побивая друг друга, стали поспешно отходить от города. Новгородцы преследовали противника и одержали полную победу (см. Чудо от иконы Знамение (Битва новгородцев с суздальцами)).
В память об этом чуде архиепископ Иоанн в XII веке установил празднование в честь иконы Знамения Богородицы на 27 ноября, совершаемое в Русской церкви по настоящее время. Считается, что праздник установлен не на 25 февраля, чтобы не нарушать службу сырной седмицы или Великого поста, обыкновенно бывающих в это время, а на 27 ноября, в день памяти мученика Иакова Персянина, по всей вероятности, потому что это был день тезоименитства тогдашнего знаменитого Новгородского посадника Якуна (Якова).
В 1356 году икона была перенесена в церковь Знамения Богородицы (Знамения Божией Матери). В XVII веке в честь иконы был возведен большой каменный Знаменский собор. Находившийся на Руси в день празднования иконы Знамение Богородицы афонский иеромонах Пахомий Логофет написал на этот праздник два канона.
В 1850 году выполнена новая риза для иконы, работы Ф. А. Верховцева.
После революции 1917 года икона находилась в собрании Новгородского музея-заповедника. 15 августа 1991 года чудотворный образ был передан Русской православной церкви и помещен в соборе Святой Софии в Великом Новгороде в киоте перед иконостасом.

## Списки

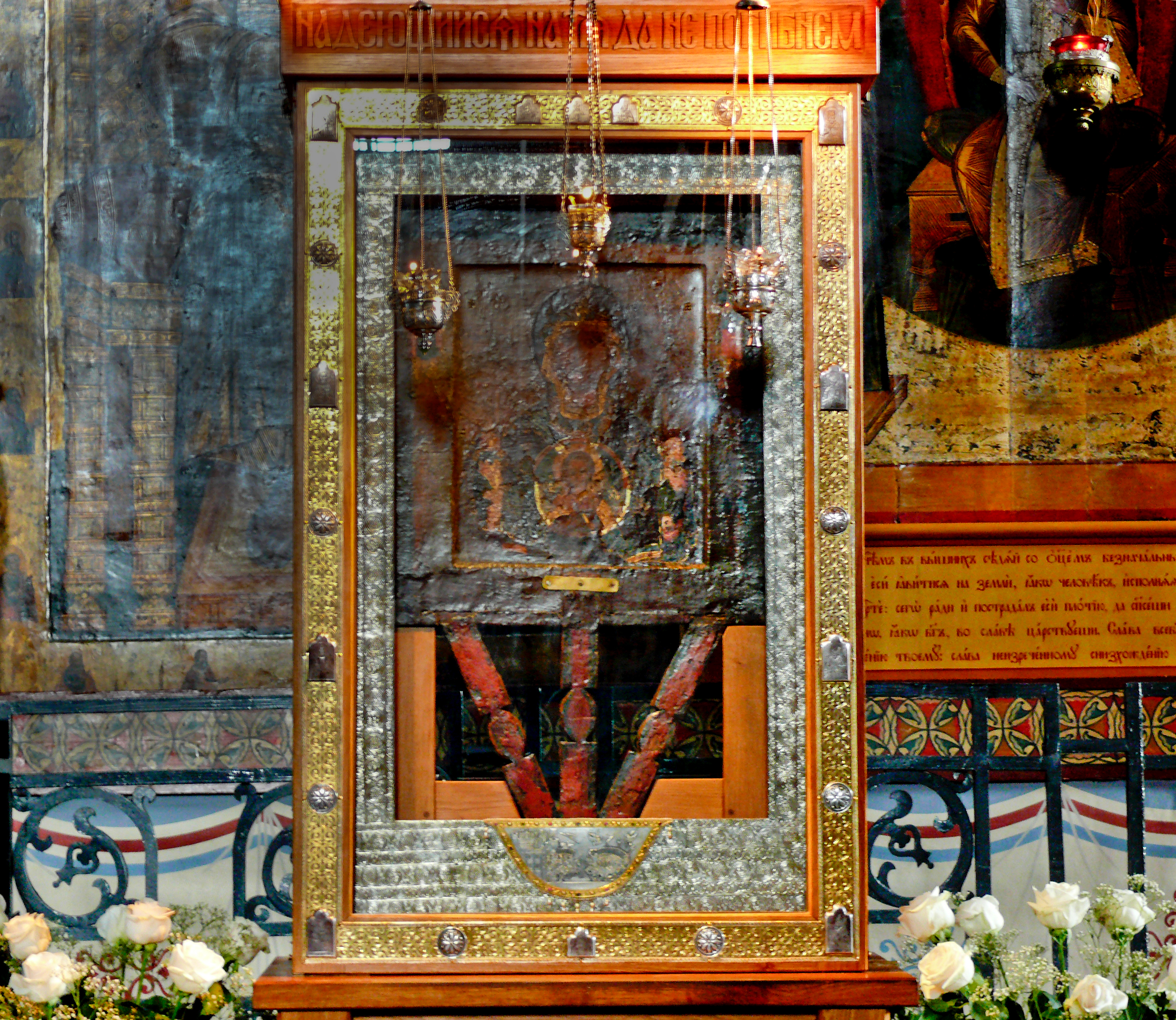
Икона Знамения, хранящаяся в защитном футляре в Софийском соборе

На Руси были известны многочисленные списки с этой иконы. Некоторые из них почитаются как чудотворные, и названы по месту, где свершилось какое-либо чудо: Абалакская, Курская Коренная, Серафимо-Понетаевская, Дионисиево-Глушицкая.
30 сентября — 11 октября 2009 года список иконы «Знамение» сделал 176 витков вокруг Земли на российском космическом корабле «Союз ТМА-16». Облёт проходил в рамках проекта «Православная экспедиция» по благословению патриарха Московского и всея Руси Кирилла как крестный ход.

## Подобные иконы
Изображения Богоматери, сходные с иконой Знамение, встречаются ещё на заре христианской эры. К наиболее ранним относится изображение Богородицы из катакомб Святой Агнии в Риме, относящееся к IV веку, где изображена Богородица с Божественным младенцем на коленях. Далее традиция развивается в византийской иконописи. В Греции подобный образ обычно связан с Рождеством Христовым, и только в России он стал также Знамением, знаком милости Богоматери к людям.